# Шрэм, Битти
Битти Шрэм (англ. Bitty Schram, род. 17 июля 1968) — американская актриса.

## Биография
Битти Шрэм родилась в горах Нью-Джерси и окончила Мэрилендский университет в Колледж-Парке. Вскоре она начала карьеру актрисы с выступлений на театральной сцене, а в 1992 году дебютировала на большом экране в фильме «Их собственная лига». Несколько последующих лет она продолжала играть небольшие роли в таких фильмах как «Конвоиры», «Комната Марвина», «Чужие похороны» и «Один прекрасный день», а также появлялась на телевидении в таких шоу как «Сильное лекарство», «Город пришельцев» и «Фелисити».
Шрэм добилась наибольшей известности благодаря своей роли Шароны Флеминг в телесериале «Детектив Монк», в котором она снималась с 2002 по 2004 год. В 2004 году она получила номинацию на премию «Золотой глобус» за лучшую женскую роль в телевизионном сериале — комедия или мюзикл за участие в шоу. Она покинула сериал после трех сезонов, но позже вернулась в него в финале.